# 入沢達吉

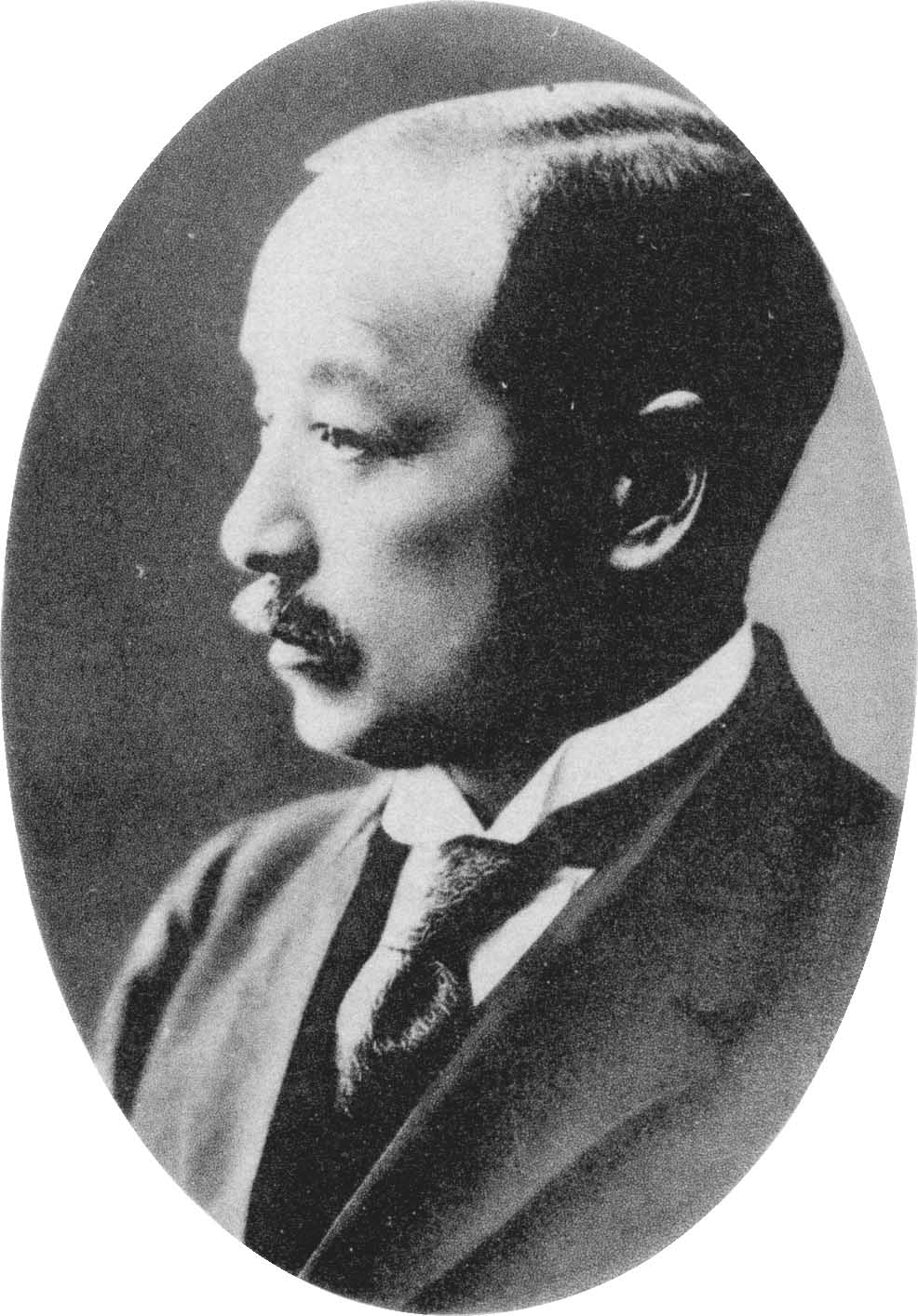
入沢達吉

入沢 達吉（いりさわ たつきち、1865年1月31日（元治2年1月5日） - 1938年（昭和13年）11月8日）は、明治から昭和期にかけての内科医。学位は、医学博士。東京帝国大学教授、東京帝国大学附属医院長・同大学医学部長・宮内省侍医頭等を歴任、日本の内科学確立に貢献する。

## 生涯
略歴
入沢達吉は1865年1月31日（元治2年1月5日）に越後国新発田藩藩医入沢恭平の長男として、南蒲原郡今町（現新潟県見附市）に生まれた。1870年（明治3年）1月寺子屋にて手習いを覚え、1876年（明治9年）10月、叔父池田謙斎の勧めで上京し私塾に通う。1877年（明治10年）11月東京大学医学部予科に入学する。1883年（明治16年）東京大学医学部本科に進級、1889年（明治22年）1月31日東京帝国大学医科大学（学制変更により改名）を卒業し、ベルツ（Erwin von Bälz）に師事し内科無給助手となる。
1890年（明治23年）3月9日ドイツに私費留学のため横浜を出港、パリ経由にてストラスブルク大学生理化学研究室に入る。翌年内科学教室・病理学教室に入る。1892年（明治25年）12月ベルリン大学に転じ内科学・精神科・病理学を学ぶ。1894年（明治27年）1月10日ベルリンを発ち、2月23日帰国する。同年3月7日宮内省侍医局勤務を任じられ東宮附きとなるが、5月30日依願退職し日本橋区南茅場町にて開業する。1895年（明治28年）4月21日医術開業試験医院に命じられ（翌年依願退職）、10月12日母校東京帝国大学医科大学助教授となり診断学講義を担当する。1896年（明治29年）11月11日済生学舎での内科臨床講義担当を兼務する（翌年辞任）、翌年4月1日東京府養育院医長を（1902年（明治35年）12月退任）、5月1日東京市駒込病院医長を兼務（1898年（明治31年）11月退任）し、同月10月足尾銅山事件調査委員に任命される。1899年（明治32年）3月27日論文「血中及び尿中における乳酸に就いて」外の論文提出・審査により医学博士学位を授与される。
1901年（明治34年）、5月2日日本薬局方調査員を命じられ、5月14日東京帝国大学医科大学教授に昇進し内科学第四講座を担当する。1902年（明治35年）4月4日東京で第一回聯合医学会が開かれ、席上日本内科学会創立が発議され会長に青山胤通、委員に入沢・吉峰英世・岩井禎三が選出される。1905年（明治38年）7月29日再度医術開業試験委員を命じられ、医術開業試験附属永楽病院長兼内科医長（1909年（明治42年）辞任）を兼任。1909年（明治42年）日本内科学会会長に就任する。1912年（明治45年）5月20日、長期海外出張前に医科大学内科第四講座担当を免じられ、満州よりシベリア鉄道でヨーロッパ各国・翌年アメリカを訪問し医事視察等を行い、1913年（大正2年）5月5日帰国する。帰国後5月15日内科学第三講座を担当する。1919年（大正8年）4月1日東京帝国大学評議員に就任する（この年、分科大学から学部制になる）。1920年（大正9年）12月、宮内省御用掛に任じられる。1921年（大正10年）2月22日医学部附属医院長に就任、4月25日医学部長を命じられる（1924年（大正13年）4月任期時に退任）。同月結核学会会長に就任し、5月31日中央衛生会委員になる。1924年（大正13年）6月13日宮内省御用掛を免じられ、宮内省侍医局侍医頭を命じられる。
1925年（大正14年）1月31日定年により東京帝国大学医学部教授を退任し、2月16日同仁会副会長に就任し4月8日名誉教授となる。1926年（大正15年）6月日独協会理事長となり第一次世界大戦により休止中であった協会の再興に努める。同年12月1日ドイツ・フライブルク大学名誉学位を贈られる。葉山御用邸にて大正天皇の病気治療に専念する。1927年（昭和2年）6月22日宮内省親任官の待遇を賜い、8月勲一等瑞宝章を授与され、9月23日侍医頭を辞任する。1928年（昭和3年）1月日本医史学会創立に参加し理事に就任、1930年（昭和5年）1月8日ドイツ赤十字第一等名誉賞を賜う。1934年（昭和9年）4月1日第9回日本医学会にて会長に就任する。1936年（昭和11年）6月ドイツ・ハイデルベルク大学名誉学位を贈られ日独協会名誉会員となる。
同年7月「科学ペンクラブ」を理学博士石原純等と共に創設する。
1938年（昭和13年）3月同仁会副会長を辞任す、4月第十回日本医学会第一分科医史学会に会長として出席し、医学会総会において名誉会長に就任する。同年11月5日脳溢血により倒れ、同月8日薨去。墓所は谷中霊園。
- 叙爵・叙勲 従二位勲一等

## 栄典・受章・受賞
位階
- 1916年（大正5年）12月1日 - 正四位[3]
- 1927年（昭和2年）12月28日 - 正三位[4]

勲章等
- 1915年（大正4年）11月10日 - 大礼記念章[5]

## エピソード
自宅
入沢の家の設計は明治期を代表する伊東忠太が行った。入沢はその著書「日本人の座り方に就いて」（1919年）で書かれている通り西洋風の椅子式の生活を提唱しており、また妻・常子は1915年（大正4年）に開催された家庭博覧会で立ち仕事で料理を行う台所「一畳半の台所」を出品した。実際の入澤亭は天井の高い洋式の椅子を用いる家で、インテリアは書院造風にまとめられていた。この家は入沢が亡くなる2年前（1937年（昭和12年））に近衛文麿が購入し（荻外荘）、近衛が用いる重要な会談の場となった。
文筆活動
入沢は研究論文・学術書以外にも幾つかの紀行文や回顧録を執筆している。学生時代の回顧録である「東大医学部懐古談」、患者との話を纏めた「打診40年」、自身の故郷や信州方面への旅を書いた「汽車の無いころの旅」があり、漢詩に対する造詣も深かった。入沢は越後の鴎外とも地元では称されている。
60歳定年制
大正時代、東京帝国大学内では停年制を導入すべきか否か盛んに議論が行われていた。入沢は「赤門の空気を一洗し、優秀な学者も多数集めておくには、この停年制に限ると思う」と主張した。さらに「今日のごとき、駆け足で欧米の先進国に追随する過渡的時代には、なるべく働き盛りの活気の多い年代のみを利用して、少し老朽の傾きある時は、直ちに壮年有為の者と更迭せしむるか良いと思う。それには60歳の停年が妥当な制限である」として、過去の功績に左右されず教授に求められる能力に応じて定年制を導入すべきとの考えを示した。入沢の考えを受け継き60歳定年制が東大で導入された。
入澤記念公園
入沢達吉と父恭平、叔父の池田謙斎の業績を称え、恭平・池田謙斎兄弟の生家跡が長岡市により整備され「入澤記念庭園」として市民に開放されている。

## 業績
糠エキス
入沢は1917年（大正6年）以降脚気に係る3論文を発表した。入沢は田澤鐐二と共に糠エキスが脚気の治療に有効で予防力もあることを確認、また脚気病に対し治療予防効果が高い糠原液抽出方法を従来日本で行われていたアルコールから水性エキスに変えることで高い溶解を得、脚気に対する効果があることの確認も行った。この臨床結果は1924年（大正13年）「健康人に於けるヴィタミンB欠乏症実験」・「脚気の療法と結核の療法」により発表された。
老人医療
1914年（大正3年）入沢が南江堂より出版した「老人病学」が日本で初めての老人医療専門書と言われている。
医師法
日本医史中、明治後期には二つの勢力が存在した。一つは「大日本医師会（後に帝国連合医会）」で1893年（明治26年）につくられた医術開業免状を持つ開業医の団体で、理事長に高木兼寛、理事に長谷川泰・長与専斎・佐藤進・石黒忠悳等を中心にした東大設立以前または草創期の医師達の集まり。もう一つは「明治医会」と称し東大卒医師の集まり。明治会の中心はドイツ留学経験者でその主張の要点は近代医療を学んだ医師と江戸期から続く塾あがりの医師は知識・技術の点で差異があり同列に取り扱われること自体がおかしいとの意見を持っていた。入沢は青山胤通・田代義徳・川上元治郎等と共に明治医会の中心人物の一人であった。
1897年（明治30年）3月、第10回帝国議会に大日本医師会は医師の地位の明確化のため「医師法案」を提出した。第10回帝国議会中での審議は行われず、結局翌議会に「医師会法案」と名称を変え再提出が行われた。衆議院では通過したが、明治医会の反対により貴族院では否決されるに及んだ。以降激しい対立が両派間で続いたが明治39年に漸く、明治医会と帝国連合医会から新たに医師法案が衆議院に提出された。明治医会が提出した医師法案は入沢が中心となり纏めたものであった。両派案の主な違いは明治医会案が正規の医学校卒業生の特権を守ることに主眼を置き、帝国連合医会案は在野の開業医の医権養護に重点が置かれていた。1906年（明治39年）3月26日に貴族院での可決により漸く「医師法」が成立したが、その内容は(1)医術開業試験を認める期間：明治案5年・帝国案10年⇒医師法8年。(2)医師会の設立：明治案任意設立・帝国案強制設立⇒医師法任意設立。(3)免許取消しと営業停止：明治案司法処分・帝国案行政処分⇒医師法行政処分、とほぼ両案を折衷したものとなった。
しかし、明治医会が重要とした1.漢方医の根絶、2.医術開業試験の全廃、3.歯科医の医業からの排除、4.医師会への加入の任意性の内1・3・4は事実上目的を達し、2.は8年後に廃止と決まったことから、明治医会の目的がほぼ達成された内容であった。

### 論文・著作
- 「血液病理学及図譜」（入澤達吉 朝香屋 1897年）
- 「近世診療技術」（入澤達吉等著 南江堂 1911年）
- 「老人病学 上巻-下巻」（入沢達吉等著 南江堂書店 1914年）
- 「内科学 第1巻-6巻」（入澤達吉監修 南山堂 1917年-1938年）
- 「医師法制定の由来」（入澤達吉著 1920年）
- 「日本人の坐り方に就て」（入沢達吉 著克誠堂 1921年）
- 「内科臨牀講義 第1巻-3巻」（入澤達吉著 実験医報社 1921年-1927年）
- 「医学常識 第1-10巻」（入澤達吉外 東西医学社 1931年）
- 「内科読本」（入澤達吉著 日本評論社 1934年）
- 「現代内科治療の指導」（入沢達吉等著 南山堂 1938年）
- 「如何にして日本人の体格を改善すべきか」（入澤達吉・入澤常子著 日新書院 1939年）
- 「日新醫學 第9年(4)1919年12月 囘歸熱ニ關スル報吿 入澤達吉」（日新醫學雜誌社）
- 「婦人衛生雑誌(352)1920年4月 嗜眠性腦炎に就て 入澤達吉」（私立大日本婦人衛生会事務所）

## 家族
- 祖父 入沢健蔵（新発田藩藩医）
- 父 入沢恭平（入沢健蔵長男、新発田藩藩医）
- 母 唯（上州高崎藩藩医竹山甫祐の娘、弟は新潟医学校長・附属病院長を勤めた竹山屯）
- 妻 常子（子爵・海軍中将中牟田倉之助の娘、歌人。歌塾萩の舎に最年少で入門し、樋口一葉と田中みの子の指導を受けた）
- 叔父 池田謙斎（入沢健三次男、池田多仲の養子。陸軍軍医監・医学校長等を歴任、男爵）